# Greg Proops
Gregory Everett "Greg" Proops (3 de octubre de 1959) es un actor, comediante y presentador de televisión estadounidense. Es ampliamente conocido por su trabajo en las versiones inglesa y estadounidense del programa televisivo de comedia improvisada Whose Line Is It Anyway? También ha actuado en el programa Green Screen Show e interpretado el rol de Max Madigan en la sitcom de Nickelodeon True Jackson, VP. También le dio voz a Bob en las temporadas 10 a 14 de Bob el constructor.

## Filmografía

### Cine y televisión
| Año       | Título                                    | Papel                               | Notas |
| --------- | ----------------------------------------- | ----------------------------------- | --- |
| 1989-2016 | Whose Line Is It Anyway?                  | Él mismo                            | Invitado esporádico de la versión británica entre 1989 y 1995. Invitado en la versión estadounidense entre 1998 y 2016 |
| 1993      | El extraño mundo de Jack                  | Demonio Arlequin Saxofonista Diablo | Papel de voz |
| 1999      | Star Wars: Episode I - The Phantom Menace | Fode                                | Papel de voz |
| 2003      | Brother Bear                              | Oso Amoroso                         | Papel de voz |
| 2005—2007 | Bob el constructor                        | Bob Sr. Beasley                     | Temporadas 10-14, doblaje en inglés estadounidense.                                                                    |
| 2008—2011 | True Jackson, VP                          | Max Madigan                         | Personaje principal, serie televisiva de Nickelodeon                                                                   |
| 2011      | Bad Actress                               | Barry                               | |